# Остоја Ђурић
Остоја Ђурић (Рогоља, општина Градишка, 18. мај 1934 —  Београд, 21. мај 2018) био је културни радник и књижевни истраживач.

## Биографија
Завршио је Вишу реалну гимназију у Бањалуци 1955. године и дипломирао светску књижевност са теоријом на Београдском универзитету 1959. године.
У сложеним друштвеним условима СФРЈ прихватио се истраживања књижевног и издавачког доприноса руске октобарске емиграције у нас и докторирао тезом "Књижевна и књижевно–издавачка делатност руских интелектуалаца у Србији између два светска рата" (Београд 1987) која је означила почетак ширег научног истраживања ове особите миграцијске појаве.
Радио у установама културе и образовања: Културно–просветна заједница Београда (секретар, 1959–1961), Дом културе „Вук Караџић“ — Београд (руководилац Центра за културу, 1962–1963), Артистичка установа Републике Србије „Адриа“ — Београд (директор, 1964–1979), Институт за стране језике (директор 1980–1993).
Имао је звање научног сарадника.
Почео да пише у омладинском листу Млади крајишник (Бањалука) и средњошколском листу Нови средњошколац (1953–1955) где је био и главни уредник.
После студија повремено писао књижевну критику и приказе нових књига у листовима Борба, Књижевне новине, Књижевни лист и Политика, као и у часописима Стварање (Подгорица), Летопис Матице српске (Нови Сад), Живот (Сарајево), Израз (Сарајево), Путеви (Бањалука), Литературная Россия (Москва). Студију Белградски журнал 'Руски архив' и пражский 'Воля России' — сходства и различия — штампала је прашка Rossica – Научные исследования по руссистике, украинистике и белоруссистике (III–IV/1998–1999/2; Euroslavica Praga).
Његов син је угледни српски стваралац и истраживач Владимир Ђурић Ђура.

## Дела
Штампане књиге
- Руска литерарна Србија 1920–1941. Дечје новине и Српски фонд словенске писмености – Горњи Милановац — Београд 1990;
- Адриа иде даље. Адриа АД и Чигоја–прес, Београд 1999;
- Антологија поезије руског Београда – избор, превод и предговор Остоје Ђурића. Zepter Book World – Beograd 2002.
- Игра на косој жици – Приповетке есеји и портрети. Хектор-принт - Београд 2013.

Сарадња у научним издањима (избор)
- Зборник Института за стране језике 1953–1983 — (Том I. 1983, на стр. 221–227 и Том II. 2003 на стр. 236–246, Београд);
- Reflets de l'histoire européenne dans l'œuvre d'Ivo Andrić (Actes du Colloque International 1985. Press Universitaires de Nancy 1985. на стр. 115–117 – Нанси);
- Культурное наследие российской эмиграции 1917–1940 (изд. РАН Наследие, Москва 1994 Том I с. 520 на стр. 57–62; Tом II с. 526);
- Руска емиграција у српској култури XX века (Том I c. 314 на стр. 123–128 и Toм II c. 326, 1994, Београд);
- Словенске културе и историја међусловенских веза – зборник радова (Библиотека града Београда, Београд 1996).